# Trichochorebus sulciscutis
Trichochorebus sulciscutis är en stekelart som beskrevs av Vladimir Ivanovich Tobias 1998. Trichochorebus sulciscutis ingår i släktet Trichochorebus och familjen bracksteklar. Inga underarter finns listade i Catalogue of Life.